# Drepanium incurvatum
Drepanium incurvatum là một loài Rêu trong họ Hypnaceae. Loài này được (Schrad. ex Brid.) G. Roth mô tả khoa học đầu tiên năm 1904.